# Leísmo
Il leísmo (questa la grafia spagnola), o in forma italiana leismo, è la sostituzione del pronome personale lo/la con le nella posizione di complemento diretto e nei verbi che tradizionalmente reggono il caso accusativo (ossia i verbi transitivi) nella lingua spagnola:
- (Forma leista) Juan le ha visto.
- (Forma dello spagnolo tipo) Juan lo ha visto.

## Tipi di leismo

### Leismo e normativa linguistica
Il leismo è un tratto caratteristico dei dialetti centrali della penisola iberica, un tempo bollati come volgari dalla Real Academia Española, giudizio comunque mitigato di recente. Viene dunque considerata accettabile la forma leista esclusivamente quando il complemento diretto dell'azione è una persona di sesso maschile. Pertanto, si tollera la forma le vi [a Juan], ma non quelle come *le vi [a Inés] o *le vi [al buque]. Nel caso del complemento diretto maschile e plurale, riferito a persone, l'Accademia fa notare che, benché l'uso di les "non manchi di esempi letterari", esso è "sconsigliato nel linguaggio cólto"; sicché le forme come les vi llegar (a ellos), oppure les vi llegar (a los buques), non sono raccomandate.
La posizione ufficiale dell'Accademia è cambiata nel corso del tempo: durante il XVIII secolo era prevalente la tendenza all'unificazione dei casi, e di fatto nel 1796 la Real Academia ritiene che il pronome atono si debba usare per l'accusativo maschile a esclusione di lo. Questo fino al 1854, allorché la dottrina ritorna sui suoi passi; in seguito a una proposta di Vicente Salvá, si reintrodusse la distinzione tra il lo usato per l'accusativo e il le dativo. In prima istanza si riconobbe semplicemente la legittimità della distinzione tra pronomi, e successivamente la si prescrisse esplicitamente. Verso la fine del secolo, il giudizio del 1796 si sarebbe invertito completamente, e l'uso di le venne considerato scorretto, sebbene con la riserva di accettare il leismo per il pronome maschile singolare, asserendo che
La norma esplicativa per i rarissimi casi in cui usare il le accusativo venne spiegata poco e male. Forse a causa di ciò, la decisione accademica cambiò gradualmente l'uso scritto nelle regioni che non ne facevano un'adeguata distinzione, costrette  ad adeguarsi alle norme della RAE.

### Leismo apparente
Apparentemente simile al leismo, la variazione nell'uso pronominale può esser dovuta anche a variazioni dialettali nel regime di alcuni verbi.
L'attenuazione della contrapposizione tra dativo e accusativo nel sistema dei casi dello spagnolo ha portato a tendenze divergenti per quanto concerne l'utilizzo dei verbi in cui il complemento tradizionalmente considerato diretto è raramente esplicito. È il caso di verbi come pegar o enseñar, che si completano tanto con una referenza personale, in forma di dativo, quanto con una inanimata o astratta, in forma di accusativo; tuttavia, la seconda è spesso implicita, per cui per es. la forma tipo el policía le pegó al obrero ("il poliziotto colpì l'operaio [con un manganello]") spesso in alcuni dialetti viene sostituita con *el policía lo pegó al obrero.
Lo stesso accade con i verbi come tocar, con la struttura di doppio oggetto tipica dello spagnolo; sebbene la frequenza dell'uso sia molto simile a quella dei verbi precedenti, qui la censura dell'Accademia è meno categorica, e vengono accettate le forme come per esempio él le tocó [las manos] e él la tocó, producendo la variazione pronominale uno spostamento di significato.
Inoltre è lasciata all'arbitrio del parlante e a considerazioni contestuali la scelta del dativo o dell'accusativo per i cosiddetti verba sentiendi, ovvero quelli che esprimono un'impressione sensitiva, percettiva o intellettuale. Nei verba influendi invece l'opzione viene a esser codificata dalla grammatica accademica sulla base di questa distinzione, se il verbo porta normalmente o no la preposizione a davanti alla proposizione sostantiva che svolge la funzione di oggetto; così, prohibir si completa con il pronome del dativo, mentre obligar porta quello dell'accusativo, sebbene la struttura funzionale sia identica.

### Leismo deferente o di cortesia
Una delle forme più diffuse di leismo, usata perfino in varianti che di norma seguono il modello distintivo, è l'uso del pronome del dativo in concordanza con la forma di rispetto usted. È stato inoltre diversamente interpretato come forma per disambiguare la terza persona, per distinguerla così dalla forma colloquiale o come estensione del modello leista generale. Nel leismo di rispetto, per esempio, la forma tipo Ayer lo llamé por teléfono [a usted] si trasforma in ayer le llamé por teléfono [a usted], accettata dall'Accademia, specialmente nelle formule convenzionali di trattamento e di protocollo.

### Leismo di contatto
Altre forme di leismo compaiono nei dialetti dello spagnolo caratterizzati dalla situazione prolungata di bilinguismo o diglossia, a contatto con lingue dove il regime pronominale è distinto. L'influenza del guaranì nello spagnolo paraguaiano, del quechua in quello andino o dell'euskera nei Paesi Baschi e Navarra porta in alcuni casi alla soppressione completa della differenziazione tra i pronomi del dativo e dell'accusativo, sostituendo tutti i casi con il le. Accompagnata da una tangibile modificazione nell'impiego dei pronomi, utilizzati sistematicamente in modo ridondante in tutte le funzioni — a differenza della forma dello spagnolo tipo, che prescrive la ridondanza solo nel dativo (per es.: yo le di la carta a mi hermana) —, è l'effetto dell'assimilazione a un sistema grammaticale sprovvisto della distinzione dei casi. A volte si considera volgare, soprattutto nelle zone di transizione tra dialetti colpiti da questa forma di leismo e i dialetti non leisti, ma forma parte della norma dòtta nelle regioni in cui il dialetto leista è esclusivo o maggioritario, espresso nella lingua formale e scritta, senza tener conto, tuttavia, dell'approvazione della RAE.

## Dialetti leisti

### Leismo castigliano settentrionale
Nella regione settentrionale e occidentale di Castiglia e León, il sistema distintivo del caso è sostituito quasi totalmente nella parlata da un sistema parallelo, basato sulle caratteristiche semantiche dell'antecedente referenziale piuttosto che sulla funzione grammaticale. L'ipotesi più estesa è quella secondo cui i criteri di costruzione dovrebbero soddisfare la natura numerabile o contabile dell'antecedente e, secondariamente, il suo genere e numero; questa distribuzione si chiama sistema confonditore del caso o referenziale, e si esprime nei tre fenomeni paralleli: leismo, laísmo e loismo. Secondo questa teoria, nel sistema confonditore, la scelta del pronome dipende da:
1. la natura numerabile o no del complemento; i sostantivi innumerabili continui (agua, trigo, tierra) si rappresentano con lo;
2. il genere del complemento, se è discontinuo o numerabile; i sostantivi femminili si rappresentano con la/las, i maschili con le/les.

Altri autori non condividono quest'ipotesi, sostenendo che il fattore cruciale nella selezione pronominale è il valore di "animato" (o no) concesso all'oggetto menzionato; così, il lo verrebbe a esser limitato agli oggetti inanimati, contabili o no, mentre il le agli esseri viventi, con una frequenza tanto maggiore quanto più simili all'uomo (vedi González 1997, passim). È probabile che la diversa valutazione si debba al fatto che aspetti superficialmente simili mascherino variazioni profonde nello sviluppo del sistema pronominale in diversi dialetti dello spagnolo.
L'area colpita da questa forma di leismo comprende la maggior parte di Castiglia e León. La forma più marcata si manifesta a Valladolid, nella León orientale, a Palencia e nei dialetti burgalesi nord-occidentali, dove le e les sostituiscono rispettivamente lo e los in tutti gli antecedenti animati di genere maschile. Il resto della provincia di Burgos, le zone limitrofe di Valladolid e le regioni leiste di Segovia e Soria oscillano tra les e los al plurale, usando invariabilmente le per il singolare. Nella provincia di Salamanca, in quella d'Ávila e nelle zone di transizione tra queste, Madrid e Cáceres il plurale non è leista, tranne in rari casi. Meno studiata è la distribuzione del leísmo riguardante il pronome femminile, che la maggior parte degli autori giudicano limitata alla parlata popolare, pur non disponendo di una ricerca sociolinguistica approfondita.

## Evoluzione storica
In molte lingue, s'è prodotto un mutamento di regime nell'uso del dativo al posto dell'accusativo, o viceversa, onde strutturare in modo più chiaro varie funzioni. Così, l'uso del dativo del verbo ayudar latino, viene sostituito dall'accusativo francese (Je l'aide), qualcosa che si è sviluppato anche in alcune regioni di lingua spagnola.
Ma il fenomeno di alterazione di tutto il sistema di pronomi è un'innovazione dello spagnolo rispetto al latino che non trova riscontri in altre lingue romanze o varianti dello spagnolo: esso riflette la tendenza a eliminare la differenza funzionale tra gli antichi casi di accusativo e dativo — che nello spagnolo sopravvivono solo nella declinazione pronominale — tramite il genere. In effetti, la distinzione tra casi grammaticali è scomparsa in gran parte dalla lingua spagnola, e per supplirla si usano le preposizioni. Il sistema pronominale non leista è uno dei pochi esempi di conservazione del complesso sistema di pronomi del latino nello spagnolo; linguisticamente è studiato come sistema distinguitore del caso.